# Emeric de Monteynard
 (avril 2017).
 (avril 2017).
Pour les articles homonymes, voir Monteynard (homonymie).
Emeric de Monteynard est un écrivain et poète français, né à Suresnes le 22 juillet 1956.

## Biographie
Émeric de Monteynard commence très jeune à écrire. Il présente son bac dans la Drôme où il est encouragé par son professeur de français. En 1981, il rencontre Emmanuel Muheim à Sénanque. En 1992, il rencontre Guillevic. Une grande amitié se crée entre eux bien au-delà des affinités d'écriture. Émeric de Monteynard vit cinq ans à Strasbourg, puis à Paris, mais ses repères sont dans la Hague, en Normandie. Trois de ses recueils sont publiés avec le concours du Centre national du livre. Il obtient la médaille de la Ville de Clermont-Ferrand et le Prix Amélie-Murat 2008 pour son recueil Aux arbres penchés, illustré d'une trentaine de dessins du peintre Xavier. 
En 2009, Émeric de Monteynard est invité au 8e Festival international de poésie (Semana poética) du Dickinson College à Carlisle (Pennsylvanie, États-Unis) et, en 2010, au 1er Festival international de poésie du Bates College à Lewiston (Maine, États-Unis).
En 2015, Émeric de Monteynard est invité à l'Institut d'art et d'archéologie (Université Paris-Sorbonne et Université Panthéon-Sorbonne) pour lire et débattre de Pétra, s'égarer vers le ciel avec les quatre archéologues, François Villeneuve, Pascale Linant de Bellefonds, Charlène Bouchaud et Amélie Le Bihan.

## Réception critique et style poétique
Le talent et le style très personnel d'Émeric de Monteynard sont salués et reconnus par des poètes tels que Guillevic, Jean Rousselot, Andrée Chedid, Jean-Pierre Lemaire, et par des écrivains dont : Didier Decoin, Pascal Bruckner, Jean Chalon, Jean-Marie Le Clézio, Jean-Paul Enthoven.
Sensualité, grande sensibilité, beauté, puissance, fulgurance, sens du rythme et des sonorités, homogénéité, cohérence, rayonnement, lumière, exigence, pureté, tels sont les mots-clés qui reviennent sous leur plume pour qualifier son travail.

## Œuvres

### Poésie
- Un pas de côté, Abrapalabra, 2025.
- Devenir chemin, [illustration en frontispice de Josef Ciesla], l’Arbre à paroles, 2020.
- Écalgrain, [dessins de Pierre Juhel], l’Arbre à paroles, 2018.
- Force est d'écrire aimer, [photographie de Norbert Hardy], l’Arbre à paroles, 2017.
- Écoper la lumière, [héliogravure de Carol Munder], l’Arbre à paroles, 2015.
- Aimer, le dire, [illustration de Pascal Laloy], Maelström, bookleg n°107, 2014.
- Aux arbres penchés, [dessins de Xavier], l’Arbre à paroles, 2006. (Prix Amélie-Murat). 2e éd. 2014.
- Ce qui, la nuit, [encre de Madeline Deriaz], l’Arbre à paroles, 2012, 2e éd. 2013.
- Toucher les doigts du sourcier, Éclats d’encre, 2004 (avec le soutien du CNL).
- Flanqué d'un sourire, [illustration d'Arnaud Lhermitte], Del Arco, 2004.
- Dans ce tremblé des dires, Éclats d’encre, 2003 (avec le soutien du CNL).
- Concéder l’or et le bleu, Éclats d’encre, 2002 (avec le soutien du CNL).
- Aimer, le dire, Éclats d’encre, 2001.

### Récits et romans
- Suppose qu'un ange, [couverture de Philip Rebstock, illustration en frontispice de David Giannoni], l’Arbre à paroles, 2023.
- Pétra, s'égarer vers le ciel, Tertium, 2014.
- Le Petit homme qui brûlait, Éditions du Laquet, 2001.

### Anthologies
- Le Livre de la prière, anthologie POESIEDirecte cahiers I-XX, Éditions de l'Inférieur, 2013.
- Métissage, anthologie, L'Arbre à paroles, 2012.
- Enchantons la vie = Glorifying life : anthologie poétique, AESAL, 2010.

### Ouvrages collectifs
- Suite d’Écalgrain, catalogue d'exposition de Pierre Juhel, 2 juillet-22 septembre 2019, Abbaye du Vœu (Cherbourg-Octeville), Ville de Cherbourg-en-Cotentin, 2019. [Textes de Bernard Cazeneuve, Corinne Gallier et Pierre Juhel, extraits du recueil Écalgrain d'Émeric de Monteynard, l'Arbre à paroles, 2018].
- Translations 2010 : Bates International Poetry Festival  (Lewiston MA, États-Unis), E-Book (livre en ligne) édité par Claudia Aburto Guzmán, [Bates College, 2011], avec notamment 40 poèmes d'Emeric de Monteynard, traduits par Jean-François Sené, Laura Balladur et Catherine Beaudry.
- Aux arbres et caetera, catalogue d'exposition des peintures de Jean-Philippe Burnel et photographies Norbert Hardy, Angles et Perspectives, 2010.
- Industria, catalogue d'exposition des peintures de Jean-Philippe Burnel, Imprimerie artistique Lecaux, 2004.

### Publications en revues (sélection)
- Lumina (Sarah Lawrence College), vol. XV, 2016.
- Les Carnets d'Eucharis, no 3, 2015 : « Paul Auster, de cet œil qui révèle et du mot qui dessaisit ».
- Les Cahiers du Sens, no 20, 2010.
- POESIEDirecte, no 17, 2010.
- L'Arbre à paroles, no 146, 2009 ; n° 133/134, 2006.
- In-Fusion, no 1, 2008.
- Bleu d'encre, no 15, 2006.
- Mot à maux, no 1, 2005.
- Les Cahiers de la Baule, n° 75/76, 1998 : « Tribut à Guillevic ». lire en ligne
- Vivre en poésie, no 29, 1996.